# Campeonato Mundial de Xadrez de 1995 (PCA)
O Campeonato Mundial de Xadrez de 1995 da PCA  foi uma competição organizada pela Professional Chess Association para disputa do título entre o campeão, o russo Garry Kasparov, e o desafiante, o indiano Viswanathan Anand. A disputa foi realizada entre 10 de setembro e 16 de outubro, no andar panorâmico do World Trade Center, em Nova Iorque, em um match de 20 partidas no qual Kasparov manteve o título vencendo por 10½ a 7½.

## Resultados
|                   | 01 | 02 | 03 | 04 | 05 | 06 | 07 | 08 | 09 | 10 | 11 | 12 | 13 | 14 | 15 | 16 | 17 | 18 | Total |
| ----------------- | -- | -- | -- | -- | -- | -- | -- | -- | -- | -- | -- | -- | -- | -- | -- | -- | -- | -- | ----- |
| Viswanathan Anand | ½  | ½  | ½  | ½  | ½  | ½  | ½  | ½  | 1  | 0  | 0  | ½  | 0  | 0  | ½  | ½  | ½  | ½  | 7½    |
| Garry Kasparov    | ½  | ½  | ½  | ½  | ½  | ½  | ½  | ½  | 0  | 1  | 1  | ½  | 1  | 1  | ½  | ½  | ½  | ½  | 10½   |

## Antecedentes da disputa
A rigor, a disputa do mundial PCA de 1995 era não-oficial já que todos os campeonatos oficiais de xadrez são organizados pela FIDE (Federação Internacional de Xadrez). Ocorre que Kasparov rompeu com a  entidade em 1993, durante as tratativas para o match em que disputaria o título mundial com o inglês Nigel Short. Devido a desavenças financeiras, Kasparov e Short se recusaram a jogar sob a organização da FIDE e criaram uma nova associação, a PCA. A FIDE, por sua vez, expulsou os dois e organizou a disputa do título entre o holandês Jan Timman, 2º colocado na seletiva para desafiar Kasparov, e o russo ex-campeão mundial Anatoly Karpov, 3º colocado nessa mesma seletiva.
Ambos os matches de 1993 foram jogados quase simultaneamente, com Kasparov e Karpov vencendo por ampla margem seus adversários ocidentais. Embora o título oficial fosse o da FIDE, os especialistas e a maior parte dos aficcionados continuaram considerando Kasparov o campeão de fato. Ele era o líder absoluto no ranking mundial desde 1985 e superou Karpov na sequência de disputas mantidas entre os dois.
Apesar dessa opinião geral, a PCA precisava se afirmar financeira e politicamente para assegurar prestígio ao título e continuidade nas disputas. Para isso, organizou em 1994 uma ampla seletiva a fim de apontar quem desafiaria Kasparov no ano seguinte. O vencedor foi o indiano Anand, que despontava como um dos melhores do mundo desde 1992 e bateu na final o russo naturalizado americano Gata Kamsky.

## O match
Sediar a disputa em Nova Iorque fazia parte da iniciativa da PCA para popularizar o xadrez nos EUA e transformá-lo em um esporte atraente para a televisão. A publicidade ocorreu, mas foi menor do que o esperado já que o match teve de rivalizar com muitas outras atrações que acontecem todo o tempo em Nova Iorque. E a cobertura televisiva acabou decepcionando ao esbarrar na dificuldade em encontrar um formato para transmitir longas partidas de xadrez clássico para o público em geral.
Kasparov era o franco favorito, mas Anand vinha em uma curva ascendente segura e, segundo os analistas, daria muito mais trabalho ao campeão do que Short dois anos antes. Mas o match, que prometia atingir um alto nível pela qualidade dos jogares, foi decepcionante. Iniciou-se com uma sequência recorde de oito empates, sendo alguns deles sem muita luta. A seguir, Anand jogou uma excelente partida e derrotou Kasparov no 9º confronto. A reação do russo foi imediata e na 10ª partida ele apresentou uma novidade na abertura, sacrificando uma torre em troca de ataque, e venceu brilhantemente.
Nesse momento parecia que o match cumpriria a promessa de qualidade e disputa. Mas não foi o que se viu: nas partidas seguintes só Kasparov jogou. Anand foi supreendido pela defesa escolhida pelo russo na rodada 11. Jogou de forma cautelosa e, quando a partida se dirigia ao empate, cometeu um erro decisivo e perdeu. A disputa seguinte foi rápida e sem emoção, com os dois mestres empatando em poucos lances. Na 13ª partida Anand novamente não encontrou uma maneira de responder à defesa de Kasparov, jogou de forma tímida e foi varrido do tabuleiro. O desfecho acabou selado na partida 14, quando Anand tentou surpreender Kasparov com uma defesa que jamais empregara. Contudo, cometeu várias imprecisões, comprometeu sua posição e foi derrotado novamente.
Com três pontos de desvantagem, Anand precisava de quatro vitórias nas seis partidas seguintes. Era muito e ninguém acreditava em uma reação. O indiano praticamente desistiu e as últimas partidas foram empates sem maior interesse já que Kasparov também não precisava forçar resultados. Ainda que essa política de empatar logo fosse compreensível no contexto do match, causou má impressão para o público, que pagou caro para assistir partidas de poucos lances e nenhuma luta. Os demais mestres também criticaram a postura dos jogadores, que em nada contribuiu para a pretendida popularização do xadrez. A série não precisou chegar às 20 partidas porque Kasparov somou 10½ pontos na 18ª, garantindo matematicamente a vitória.

## Depois do mundial de 1995
A cisão no xadrez mundial permaneceu nos anos seguintes. Em 1996 a FIDE organizava seu mundial, com Karpov colocando o título em disputa contra Kamsky. Embora tenha vencido categoricamente, Karpov continuou sendo considerado o segundo melhor do mundo, sendo Kasparov o campeão de fato. A seguir, a FIDE tomou a polêmica decisão de alterar o formato de seu mais importante evento. O mundial passou a acontecer anualmente, em um sistema eliminatório similar ao tênis: disputas de apenas duas partidas com o vencedor passando à fase seguinte e o perdedor eliminado. O formato foi muito questionado e, por se dar em poucas partidas, os campeões anuais apontados nesses torneios nunca foram considerados de fato os melhores do mundo.
Já a PCA entraria em colapso pouco depois e Kasparov só voltaria a colocar o título em jogo em 2000, novamente em Londres, contra o também russo Vladimir Kramnik. Nessa disputa, para surpresa da maioria dos analistas, Kramnik conseguiu anular as linhas de abertura usadas pelo campeão, jogou de forma muito segura e tomou o título que Kasparov detinha desde 1985.
O título mundial de xadrez só viria a ser unificado vários anos depois, em 2006, quando o campeão indicado pela FIDE, o búlgaro Veselin Topalov enfrentou Kramnik. Esse match foi decidido a favor do russo no desempate.